# Aviazione senza frontiere
Aviazione senza frontiere è un'organizzazione non governativa francese che opera a livello mondiale, e che mira a mettere le competenze aeronautiche dei suoi membri al servizio di assistenza umanitaria. Fornisce il trasporto aereo, ad esempio di altre ONG presenti su vari territori colpiti da tragedie o in stato di povertà.
L'organizzazione ha sede soprattutto in Francia, che utilizza come base l'Aeroporto di Parigi Orly, ed è composta soprattutto da piloti di aereo volontari e di varie compagnie aeree che mettono a disposizione, in caso di richiesta, le loro strutture e i loro apparecchi. Gli operatori volontari che viaggiano nei paesi in stato emergenza invece, pagano un biglietto a basso costo, se non gratuito.

## Storia
Le radici della più recente assistenza umanitaria via aereo nacque nel 1968, con il conflitto del Biafra, per il quale servì un ingente ponte aereo, iniziato soprattutto per iniziativa della Francia. Nel 1980, vi fu la fondazione ufficiale, sempre in Francia, poi via via allargata ad altri paesi.  Nel 2005, l'organizzazione iniziò ad essere sostenuta anche dall'ECOSOC (Consiglio economico e sociale delle Nazioni Unite). L'ASF fu utilizzata per molte emergenze come, ad esempio, il Terremoto di Haiti del 2010, ma anche altri aiuti, specialmente in campo medico e assistenziale.

Dallo stesso periodo del 2010, l'ASF fu promossa dalla celebre cantante indonesiano-francese Anggun, in un suo più ampio contesto di progetti di aiuto internazionale, quali, ad esempio, il Progetto Gaia, ActionAid o la FAO delle Nazioni Unite.